# (3803) Tuchkova
(3803) Tuchkova est un astéroïde de la ceinture principale.

## Description
(3803) Tuchkova est un astéroïde de la ceinture principale. Il fut découvert le 2 octobre 1981 à Naoutchnyï par Lioudmila Jouravliova. Il présente une orbite caractérisée par un demi-grand axe de 3,05 UA, une excentricité de 0,05 et une inclinaison de 13,0° par rapport à l'écliptique.

## Compléments